# Chimbas (kommunhuvudort i Argentina)
Chimbas är en kommunhuvudort i Argentina.   Den ligger i provinsen San Juan, i den centrala delen av landet, 1 000 km väster om huvudstaden Buenos Aires. Chimbas ligger 642 meter över havet och antalet invånare är 73 829.
Terrängen runt Chimbas är platt åt sydost, men åt nordväst är den kuperad. Terrängen runt Chimbas sluttar österut. Runt Chimbas är det tätbefolkat, med 319 invånare per kvadratkilometer.. Närmaste större samhälle är San Juan, 6,0 km söder om Chimbas.
Runt Chimbas är det i huvudsak tätbebyggt.